# Andiast
Andiast é uma comuna da Suíça, no Cantão Grisões, com 222 habitantes. Estende-se por uma área de 13,63 km², de densidade populacional de 18 hab/km². Confina com as seguintes comunas: Elm (GL), Linthal (GL), Pigniu, Rueun, Waltensburg/Vuorz.
A língua oficial nesta comuna é o Romanche.

## História
A área ao redor de Andiast já era habitada na Idade da Pedra, como foi confirmado por uma escavação arqueológica em 1962. A primeira menção à área está documentada em 765 no testamento de um bispo Tello quando foi mencionado como Andeste.
Em 8 de setembro de 1526, Andiast foi separada da paróquia de Waltensburg/Vuorz e tornou-se uma paróquia independente. Foi influenciado pela Reforma e, em contraste com sua paróquia-mãe, Andiast permaneceu católico.

Em 8 e 9 de outubro de 1799, a população se envolveu nas guerras da Revolução Francesa. As tropas francesas haviam conduzido o general russo Alexander Suvorov com suas tropas famintas pelos Alpes em meio a uma tempestade e neve. Eles saquearam a aldeia.